# Ella Henderson
Gabriella Michelle "Ella" Henderson, née le 12 janvier 1996 à Tetney, est une chanteuse britannique, révélée en 2012 lors de la neuvième saison du télé-crochet britannique The X Factor, dont elle finit sixième, éliminée face au futur gagnant James Arthur.
Son premier single, "Ghost", coécrit par Ryan Tedder, est classé directement numéro un au Royaume-Uni lors de sa sortie le 8 juin 2014 et reste dans le top 5 des ventes durant 8 semaines consécutives. Il est certifié disque de platine en août 2014.  Son premier album Chapter One sort le 8 octobre 2014,.

## Performances lors deThe X Factor
| Épisode         | Thème               | Chanson                      | Artiste                  | Résultat                  |
| --------------- | ------------------- | ---------------------------- | ------------------------ | ------------------------- |
| First audition  | Free choice         | "Missed"                     | composition personnelle  | Through to Bootcamp       |
| Second audition | Free choice         | "Midnight Train to Georgia"  | Gladys Knight & the Pips | Through to Bootcamp       |
| Bootcamp        | Solo performance    | "Believe"                    | Cher                     | Through to Judges' houses |
| Judges' houses  | Free choice         | "I Won’t Give Up"            | Jason Mraz               | Through to Live show      |
| Live show 1     | Heroes              | "Rule the World"             | Take That                | Safe (3rd)                |
| Live show 2     | Love and heartbreak | "Loving You"                 | Minnie Riperton          | Safe (4th)                |
| Live show 3     | Club classics       | "You Got the Love"           | Florence and the machine | Safe (3rd)                |
| Live show 4     | Halloween           | "Bring Me to Life"           | Evanescence              | Safe (6th)                |
| Live show 5     | Number Ones         | "Firework"                   | Katy Perry               | Safe (5th)                |
| Live show 6     | Best of British     | "Written in the Stars"       | Tinie Tempah             | Safe (4th)                |
| Live show 7     | Guilty pleasures    | "You're the One That I Want" | Grease                   | Eliminated (6th)          |
| Live show 7     | Final showdown      | "If You're Not the One"      | Daniel Bedingfield       | Eliminated (6th)          |

## Discographie

### Albums
| Titre                                                                             | Détails                                                                 | Classements | Classements | Classements | Classements | Classements | Classements | Classements | Classements | Classements | Classements | Classements | Classements | Ventes       | Certifications |
| Titre                                                                             | Détails                                                                 | UK          | AUS         | AUT         | DEN         | GER         | IRE         | NL          | NZ          | SCO         | SWE         | SWI         | US          | Ventes       | Certifications |
| --------------------------------------------------------------------------------- | ----------------------------------------------------------------------- | ----------- | ----------- | ----------- | ----------- | ----------- | ----------- | ----------- | ----------- | ----------- | ----------- | ----------- | ----------- | ------------ | -------------- |
| Chapter One                                                                       | - Sortie: 13 Octobre 2014 - Label: Syco - Formats: CD, digital download | 1           | 11          | 14          | 17          | 22          | 4           | 44          | 9           | 1           | 34          | 9           | 11          | UK : 315.000 | - UK: Platine  |
| "—" denotes a recording that did not chart or was not released in that territory. |                                                                         |             |             |             |             |             |             |             |             |             |             |             |             |              |                |

### Extended Plays
| Titre    | Détails                                                                              |
| -------- | ------------------------------------------------------------------------------------ |
| Glorious | - Sortie: 8 Novembre 2019 - Label: Major Toms - Formats: digital download, streaming |

### Singles
| Titre                                                                             | Année | Peak chart positions | Peak chart positions | Peak chart positions | Peak chart positions | Peak chart positions | Peak chart positions | Peak chart positions | Peak chart positions | Peak chart positions | Peak chart positions | Peak chart positions | Peak chart positions | Peak chart positions | Certifications                                                                                 | Album              |
| Titre                                                                             | Année | UK                   | AUS                  | AUT                  | CAN                  | DEN                  | GER                  | IRE                  | NL                   | NZ                   | SCO                  | SWE                  | SWI                  | US                   | Certifications                                                                                 | Album              |
| --------------------------------------------------------------------------------- | ----- | -------------------- | -------------------- | -------------------- | -------------------- | -------------------- | -------------------- | -------------------- | -------------------- | -------------------- | -------------------- | -------------------- | -------------------- | -------------------- | ---------------------------------------------------------------------------------------------- | ------------------ |
| "Ghost"                                                                           | 2014  | 1                    | 3                    | 2                    | 12                   | 15                   | 3                    | 1                    | 32                   | 4                    | 1                    | 11                   | 10                   | 21                   | - BPI: Platinum - ARIA: 2× Platinum - IFPI SWE: Gold - RMNZ: Gold - RIAA: Platine - BVMI: Gold | Chapter One        |
| "Glow"                                                                            | 2014  | 7                    | 49                   | —                    | —                    | —                    | —                    | 17                   | —                    | 26                   | 3                    | —                    | —                    | —                    |                                                                                                | Chapter One        |
| "Yours"                                                                           | 2014  | 16                   | —                    | —                    | —                    | —                    | —                    | 41                   | —                    | —                    | 8                    | —                    | —                    | —                    |                                                                                                | Chapter One        |
| "Mirror Man"                                                                      | 2015  | 96                   | —                    | —                    | —                    | —                    | —                    | —                    | —                    | —                    | —                    | —                    | —                    | —                    |                                                                                                | Chapter One        |
| "Glorious"                                                                        | 2019  | —                    | —                    | —                    | —                    | —                    | —                    | —                    | —                    | —                    | —                    | —                    | —                    | —                    |                                                                                                | Glorious           |
| "Young"                                                                           | 2019  | —                    | —                    | —                    | —                    | —                    | —                    | —                    | —                    | —                    | —                    | —                    | —                    | —                    |                                                                                                | Glorious           |
| "This Is Real" (avec Jax Jones)                                                   | 2019  | 18                   | —                    | —                    | —                    | —                    | —                    | 24                   | —                    | —                    | 3                    | —                    | —                    | —                    |                                                                                                | Snacks (Supersize) |
| "Friends"                                                                         | 2019  | —                    | —                    | —                    | —                    | —                    | —                    | —                    | —                    | —                    | —                    | —                    | —                    | —                    |                                                                                                | Glorious           |
| "—" denotes a recording that did not chart or was not released in that territory. |       |                      |                      |                      |                      |                      |                      |                      |                      |                      |                      |                      |                      |                      |                                                                                                |                    |

### Singles en collaboration
| Titre                                                                             | Année | Peak chart positions | Peak chart positions | Peak chart positions | Peak chart positions | Peak chart positions | Peak chart positions | Peak chart positions | Peak chart positions | Peak chart positions | Peak chart positions | Peak chart positions | Peak chart positions | Peak chart positions | Certifications | Album   |
| Titre                                                                             | Année | UK                   | AUS                  | AUT                  | CAN                  | DEN                  | GER                  | IRE                  | NL                   | NZ                   | SCO                  | SWE                  | SWI                  | US                   | Certifications | Album   |
| --------------------------------------------------------------------------------- | ----- | -------------------- | -------------------- | -------------------- | -------------------- | -------------------- | -------------------- | -------------------- | -------------------- | -------------------- | -------------------- | -------------------- | -------------------- | -------------------- | -------------- | ------- |
| "Glitterball" (Sigma featuring Ella Henderson)                                    | 2015  | 4                    | —                    | 66                   | —                    | —                    | 64                   | 20                   | —                    | —                    | 1                    | —                    | —                    | —                    |                | Life    |
| "Here for You" (Kygo featuring Ella Henderson)                                    | 2015  | 18                   | 99                   | 58                   | —                    | 26                   | 47                   | 30                   | 12                   | —                    | 11                   | 16                   | 17                   | —                    |                | NC      |
| "We Got Love" (Sigala featuring Ella Henderson)                                   | 2019  | 42                   | —                    | —                    | —                    | —                    | —                    | 52                   | —                    | 32                   | 23                   | —                    | —                    | —                    |                | À venir |
| "Hurricane" (Ofenbach featuring Ella Henderson)                                   | 2021  | —                    | —                    | —                    | —                    | —                    | —                    | —                    | —                    | —                    | —                    | —                    | —                    | —                    |                | À venir |
| "Crazy What Love Can Do" (David Guetta featuring Becky Hill & Ella Henderson)     | 2022  | —                    | —                    | —                    | —                    | —                    | —                    | —                    | —                    | —                    | —                    | —                    | —                    | —                    |                | À venir |
| "21 reasons" (Nathan Dawe featuring Ella Henderson)                               | 2022  | —                    | —                    | —                    | —                    | —                    | —                    | —                    | —                    | —                    | —                    | —                    | —                    | —                    |                | À venir |
| "—" denotes a recording that did not chart or was not released in that territory. |       |                      |                      |                      |                      |                      |                      |                      |                      |                      |                      |                      |                      |                      |                |         |

### Autres chansons classées
| Titre       | Année | Peak chart positions | Album       |
| Titre       | Année | AUT                  | Album       |
| ----------- | ----- | -------------------- | ----------- |
| "Hard Work" | 2014  | 73                   | Chapter One |